# Aleksiej Frosin
Aleksiej Michajłowicz Frosin (ros. Алексей Михайлович Фросин, ur. 18 lutego 1978 w Moskwie) – rosyjski szermierz, szablista, złoty medalista olimpijski, wielokrotny medalista mistrzostw świata i Europy.
Na igrzyskach olimpijskich w Sydney w 2000 roku reprezentacja Rosji w składzie: Siergiej Szarikow, Stanisław Pozdniakow i Aleksiej Frosin zdobyła drużynowo złoty medal. Na tej samej imprezie był szósty turnieju indywidualnym.
Podczas mistrzostw świata w Seulu w 1999 roku razem ze Stanisławem Pozdniakowem, Siergiejem Szarikowem i Aleksiejem Djaczenko zdobył brązowy medal drużynowo. W tej samej konkurencji Rosjanie z Frosinem w składzie zdobywali następnie złote medale na mistrzostwach świata w Nîmes (2001), mistrzostwach świata w Lizbonie (2002) i mistrzostwach świata w Lipsku (2005) oraz kolejny brązowy podczas mistrzostw świata w Turynie (2006). Na mistrzostwach świata w Turynie w 2006 roku, zdobył również brązowy medal indywidualnie, plasując się za Stanisławem Pozdniakowem i Węgrem Zsoltem Nemcsikiem.
Wielokrotnie zdobywał medale mistrzostw Europy, w tym złoto indywidualnie na mistrzostwach Europy w Gdańsku w 1997 roku oraz drużynowo na mistrzostwach Europy w Funchal w 2000 roku, mistrzostwach Europy w Koblencji w 2001 roku, mistrzostwach Europy w Moskwie w 2002 roku, mistrzostwach Europy w Bourges w 2003 roku i mistrzostwach Europy w Kijowie w 2008 roku.